# Naussac-Fontanes
Naussac-Fontanes ist eine französische Gemeinde mit 368 Einwohnern (Stand: 1. Januar 2022) im Département Lozère in der Region Okzitanien. Sie gehört zum Kanton Langogne und zum Arrondissement Mende. 
Sie entstand als Commune nouvelle mit Wirkung vom 1. Januar 2016 durch die Zusammenlegung der bisherigen Gemeinden Naussac und Fontanes, die seither den Status einer Commune déléguée haben.

## Gliederung
| Ortsteil                  | ehemaliger INSEE-Code | Fläche (km²) (2014) | Einwohnerzahl zum 1. Januar 2022 |
| ------------------------- | --------------------- | ------------------- | -------------------------------- |
| Naussac (Verwaltungssitz) | 48105                 | 13,52               | 206                              |
| Fontanes                  | 48062                 | 11,28               | 162                              |

## Lage
Die Gemeindegemarkung befindet sich beidseits des Stausees Lac de Naussac am Fluss Allier. 
Nachbargemeinden sind Saint Bonnet-Laval im Nordwesten, Rauret und Saint-Étienne-du-Vigan im Norden, Pradelles im Osten,  Langogne, Rocles und Chastanier im Süden sowie Auroux im Westen.